# Associazione Calcio Carpi 1964-1965
Questa pagina raccoglie le informazioni riguardanti l'Associazione Calcio Carpi nelle competizioni ufficiali della stagione 1964-1965.

## Stagione
Nella stagione 1964-65 il Carpi disputa il girone A del campionato di Serie C, con 33 punti in classifica si piazza in decima posizione, il torneo è stato vinto con 47 dal Novara che ha ottenuto la promozione in Serie B. Retrocedono in Serie D il Vittorio Veneto ed il Fanfulla di Lodi con 26 punti.
Nell'anno del ritorno del Carpi in Serie C si cambia tanto. In capo alla società per la seconda stagione il presidente Gianpietro Bonaretti, come general manager viene prompsso il "toscanaccio" Romano Giannini, uno degli artefici della promozione. In panchina c'è sempre il modenese Ivano Corghi. Dalla vicina Modena, dalla Serie A quindi, arrivano Vincenzo Berti, Gianni Goldoni e Lamberto Giorgis,  mentre arrivano dal Faenza l'interno Zino Zani e dal Milan l'interno Ezio Santagostino. La partenza è ottima, la prima sconfitta arriva dopo nove giornate, i tifosi sognano la Serie B, a dicembre un grave incidente d'auto chiude anzitempo la stagione del capitano Giorgio Vernizzi, nel girone di ritorno la squadra carpigiana prima sbanda e poi crolla a picco, si chiude il torneo con il decimo posto, con una sola vittoria nel girone di ritorno, mentre erano state sei le vittorie nel girone di andata. Nel mirino della critica l'allenatore modenese Ivano Corghi, la stagione prima un semidio a Carpi, ma così va il calcio.

## Rosa
| N. |                   | Ruolo | Calciatore          |
| -- | ----------------- | ----- | ------------------- |
|    | Italia (bandiera) | A     | Italo Amadei        |
|    | Italia (bandiera) | A     | Vincenzo Berti      |
|    | Italia (bandiera) | C     | Gualtiero Branchini |
|    | Italia (bandiera) | D     | Saverio Carpita     |
|    | Italia (bandiera) | D     | Elio Codato         |
|    | Italia (bandiera) | C     | Benito Dei Rossi    |
|    | Italia (bandiera) | C     | Oriano Della Casa   |
|    | Italia (bandiera) | C     | Giorgio Forghieri   |
|    | Italia (bandiera) | C     | Lamberto Giorgis    |
|    | Italia (bandiera) | C     | Gianni Goldoni      |
|    | Italia (bandiera) | A     | Luciano Mannozzi    |
|    | Italia (bandiera) | D     | Lorenzo Melotto     |

| N. |                   | Ruolo | Calciatore         |
| -- | ----------------- | ----- | ------------------ |
|    | Italia (bandiera) | A     | Gianfranco Terrosi |
|    | Italia (bandiera) | A     | Gianfranco Poletto |
|    | Italia (bandiera) | P     | Claudio Pressich   |
|    | Italia (bandiera) | C     | Luigi Recchia      |
|    | Italia (bandiera) | C     | Ezio Santagostino  |
|    | Italia (bandiera) | D     | Luigi Silvestri    |
|    | Italia (bandiera) | D     | Corrado Solieri    |
|    | Italia (bandiera) | A     | Odilio Turri       |
|    | Italia (bandiera) | D     | Claudio Vellani    |
|    | Italia (bandiera) | A     | Giorgio Vernizzi   |
|    | Italia (bandiera) | D     | Egidio Vezzani     |
|    | Italia (bandiera) | C     | Zino Zani          |

## Risultati

### Girone di andata
| Vittorio Veneto 20 settembre 1964 1ª giornata | Vittorio Veneto | 0 – 0 | Carpi | Stadio Comunale\| Arbitro: \| Firmi (Crema) \| |
| Arbitro:                                      | Firmi (Crema)   |       |       |                                                |

| Arbitro: | Lavetti (Bergamo) |

|                              |           |  |
| Santagostino 34’ Poletto 60’ | Marcatori |  |

| Legnano 4 ottobre 1964 3ª giornata | Legnano            | 0 – 0 | Carpi | Stadio Comunale\| Arbitro: \| Dal Prato (Nogara) \| |
| Arbitro:                           | Dal Prato (Nogara) |       |       |                                                     |

| Carpi 11 ottobre 1964 4ª giornata | Carpi           | 0 – 0 |  | Stadio Sandro Cabassi\| Arbitro: \| Canova (Milano) \| |
| Arbitro:                          | Canova (Milano) |       |  |                                                        |

| Arbitro: | Valagussa (Lecco) |

|                        |           |                                  |
| Testa 52’ Milanesi 72’ | Marcatori | 12’ (aut.) Lena 29’ Santagostino |

| Arbitro: | Gandiolo (Alessandria) |

|             |           |              |
| Poletto 41’ | Marcatori | 7’ Carminati |

| Cremona 1º novembre 1964 7ª giornata | Cremonese    | 0 – 0 | Carpi | Stadio Giovanni Zini\| Arbitro: \| Bosso (Asti) \| |
| Arbitro:                             | Bosso (Asti) |       |       |                                                    |

| Arbitro: | Anzellotti (Chieti) |

|                                                   |           |  |
| Berti 50’ Giorgis 54’ (rig.) Zani 80’ Poletto 55’ | Marcatori |  |

| Arbitro: | Aloisi (Giulianova) |

|             |           |  |
| Volpato 14’ | Marcatori |  |

| Arbitro: | Caldei (Città di Castello) |

|  |           |             |
|  | Marcatori | 84’ Zamboni |

| Mestre 29 novembre 1964 11ª giornata | Mestrina         | 0 – 0 | Carpi | Stadio Francesco Baracca\| Arbitro: \| Bonfanti (Monza) \| |
| Arbitro:                             | Bonfanti (Monza) |       |       |                                                            |

| Arbitro: | Marchetti (Vicenza) |

|             |           |  |
| Poletto 76’ | Marcatori |  |

| Carpi 13 dicembre 1964 13ª giornata | Carpi             | 0 – 0 | Entella | Stadio Sandro Cabassi\| Arbitro: \| Rostagno (Torino) \| |
| Arbitro:                            | Rostagno (Torino) |       |         |                                                          |

| Arbitro: | Giunti (Arezzo) |

|  |           |           |
|  | Marcatori | 69’ Berti |

| Carpi 3 gennaio 1965 15ª giornata | Carpi         | 0 – 0 | Biellese | Stadio Sandro Cabassi\| Arbitro: \| Firmi (Crema) \| |
| Arbitro:                          | Firmi (Crema) |       |          |                                                      |

| Arbitro: | Giola (Pisa) |

|  |           |                      |
|  | Marcatori | 4’ Poletto 87’ Berti |

| Arbitro: | Quaranta (Bari) |

|             |           |  |
| Poletto 83’ | Marcatori |  |

### Girone di ritorno
| Arbitro: | Magnani (Firenze) |

|           |           |            |
| Turri 84’ | Marcatori | 58’ Zerlin |

| Ivrea 31 gennaio 1965 19ª giornata | Ivrea                  | 0 – 0 | Carpi | Stadio Gino Pistoni\| Arbitro: \| Prandstraller (Mestre) \| |
| Arbitro:                           | Prandstraller (Mestre) |       |       |                                                             |

| Carpi 7 febbraio 1965 20ª giornata | Carpi                | 0 – 0 | Legnano | Stadio Sandro Cabassi\| Arbitro: \| Accomazzo (Vercelli) \| |
| Arbitro:                           | Accomazzo (Vercelli) |       |         |                                                             |

| Arbitro: | D'Auria (Salerno) |

|                                                 |           |  |
| Pietrantoni 52’ Berto 53’ Natta 66’ Gittone 71’ | Marcatori |  |

| Arbitro: | Camozzi (Porto d'Ascoli) |

|                      |           |             |
| Silvestri 79’ (rig.) | Marcatori | 75’ Bramati |

| Arbitro: | Bova (Genova) |

|             |           |           |
| Incerti 75’ | Marcatori | 84’ Berti |

| Arbitro: | Prece (Roma) |

|             |           |           |
| Recchia 28’ | Marcatori | 19’ Tassi |

| Arbitro: | Cappellutti (Bari) |

|                    |           |  |
| Ciclitira 24’, 78’ | Marcatori |  |

| Arbitro: | Catalano (Roma) |

|                                             |           |                                          |
| Amadei 26’ Silvestri 45’ (rig.) Poletto 48’ | Marcatori | 41’ Pellacini 43’ Volpato 89’ Galtarossa |

| Arbitro: | Simoncini (La Spezia) |

|           |           |  |
| Magri 39’ | Marcatori |  |

| Arbitro: | Losacco (Bari) |

|  |           |              |
|  | Marcatori | 84’ Gavagnin |

| Arbitro: | Motta (Monza) |

|                          |           |                     |
| Galandini 19’ Onesti 21’ | Marcatori | 8’ Zani 17’ Poletto |

| Arbitro: | Leita (Udine) |

|                         |           |  |
| Taccola 53’ Dossena 68’ | Marcatori |  |

| Arbitro: | Nencioni (Roma) |

|          |           |              |
| Zani 72’ | Marcatori | 75’ Mascetti |

| Arbitro: | Barbaresco (Cormons) |

|            |           |             |
| Magheri 8’ | Marcatori | 71’ Poletto |

| Arbitro: | Brondi (Genova) |

|                            |           |             |
| Santagostino 16’ Berti 82’ | Marcatori | 35’ L. Sala |

| Arbitro: | Lazzaroni (Milano) |

|            |           |  |
| Braida 48’ | Marcatori |  |